# Fess Parker
Fess Elisha Parker, Jr. (Fort Worth, Texas, 16 de agosto de 1924 - Santa Ynez, California, 18 de marzo de 2010) fue un actor de cine y televisión estadounidense.

## Carrera
Era mundialmente famoso por interpretar a los legendarios Daniel Boone y Davy Crockett. Su primera película fue Harvey (1950) junto a James Stewart. En 1952 actúa en el clásico Springfield Rifle con Gary Cooper y en 1954 en la película de ciencia ficción Them!; en 1956 protagoniza para la Disney el western Westward Ho, The Wagons! donde interpreta al líder de una caravana.
En 1959 trabaja junto a Bob Hope en el western cómico Alias Jesse Jame y en la película sobre la guerra civil The Jayhawkers! junto a Jeff Chandler; y en 1962 aparece en el film bélico Hell Is for Heroes, con Steve McQueen y dirigido por Don Siegel.

## Daniel Boone-Davy Crockett
Fess Parker protagonizó para Disney las películas Davy Crockett, King of the Wild Frontier (1955) y Davy Crockett and the River Pirates (1956), sobre el legendario Davy Crockett. En 1964 la NBC lo contrató para la serie Daniel Boone, donde el histórico personaje luchaba contra los indios y los casacas rojas durante la revolución americana. El reparto lo completaban Patricia Blair como Rebecca Boone, Albert Salmi como Yadkin, Ed Ames como Mingo, Roosevelt Grier como Gabe Cooper y Darby Hinton como Israel Boone. Se filmaron 159 episodios entre 1964 y 1970.

## Filmografía
- Harvey (1950)
- No Room for the Groom (1952)
- Untamed Frontier (1952)
- Springfield Rifle (1952)
- Take Me to Town (1953)
- The Kid from Left Field (1953)
- Island in the Sky (1953)
- Thunder over the Plains (1953)
- Dragonfly Squadron (1954)
- Them! (1954)
- The Bounty Hunter (1954)
- Battle Cry (1955)
- Davy Crockett, King of the Wild Frontier (1955)
- The Great Locomotive Chase (1956)
- Davy Crockett and the River Pirates (1956)
- Westward Ho, The Wagons! (1956)
- Old Yeller (1957)
- The Light in the Forest (1958)
- The Hangman (1959)
- Alias Jesse James (1959)
- The Jayhawkers! (1959)
- Hell Is for Heroes (1962)
- Smoky (1966)
- Daniel Boone: Frontier Trail Rider (1966)

### Televisión
- Dragnet: The Big Winchester
- Davy Crockett (miniserie, 1954-1955)[4]
- Daniel Boone (1964-1970)
- City Detective (1 episodio, 1955)
- Mr. Smith Goes to Washington (1962–1963)
- Alfred Hitchcock Hour - episodio "Nothing Ever Happens in Linvale", interpretando al sheriff Ben Wister
- Daniel Boone (1964–1970) con Ed Ames, Patricia Blair, Darby Hinton y Veronica Cartwright)
- Climb an Angry Mountain (1972)
- The Fess Parker Show (1974) (piloto)
- Oz and James's Big Wine Adventure (2007) (como él mismo, disertando sobre la fabricación del vino)